# Ropalidia pseudomalayana
Ropalidia pseudomalayana är en getingart som beskrevs av Kojima 1996. Ropalidia pseudomalayana ingår i släktet Ropalidia och familjen getingar. Inga underarter finns listade i Catalogue of Life.